# Rebeca (telenovela)
Rebeca é uma telenovela venezuelana-americana produzida pela Venevisión e Fonovideo e exibida pela Univisión entre 2 de junho e 26 de dezembro de 2003.
Se trata de uma obra original de Alberto Gómez.
Foi protagonizada por Mariana Seoane e Ricardo Álamo e antagonizada por Gaby Espino, Pablo Martín e Katie Barberi.

## Sinopse
Rebeca mora em Miami com Matilde, sua mãe, e suas irmãs, Niurka e Patty. Para sustentar a família, ela trabalha como entregadora de mercado e auxiliar de oficina mecânica. Seu grande amigo é o vizinho Martín, apaixonado por ela. Além dos dois empregos, Rebeca também estuda à noite, pois seu grande sonho é ser professora.
Um dia, na pressa de entregar sua mercadoria, Rebeca bate no carro do milionário Eduardo Montalbán. Este encontro casual levará a outros, até que um romance comece entre eles. Desde a viuvez, Eduardo viveu amargamente, embora por pressões familiares tenha concordado em ficar noivo da aristocrática princesa Izaguirre. Porém, o amor de Eduardo será apenas por Rebeca.
Através de alguns amigos, Rebeca conhece Sergio, um homem maduro e atraente, dono de uma empresa de navegação turística, que também se apaixona por ela. Na noite em que Eduardo leva a nova namorada para conhecer a família, Rebeca descobre que Sergio é o pai do namorado. Sergio não quer que seu filho tire a mulher que ama e lutará por ela.
Rebeca ignora que Adalberto, marido de Regina, é seu verdadeiro pai, o homem que abandonou Matilde. Sempre perto de Rebeca estará Martín que será seu anjo da guarda e nunca deixará de amá-la. Porém, ele viverá sua própria história de amor com Princesa, que acaba se apaixonando por ele.
Por outro lado, Sara, governanta da mansão Montalbán; Ela esconde muitos segredos: é mãe de Carolina, filha de Sergio e também assassina de Marcela, falecida esposa de Sergio.

## Elenco
- Mariana Seoane - Rebeca Linares
- Ricardo Álamo - Eduardo Montalbán
- Gabriela Espino - Princesa Izaguirre de Montalbán[4]
- Pablo Montero - Martín García
- Katie Barberi - Regina Montalbán de Santander
- Elluz Peraza - Sara Santos
- Pablo Martín - Tony Izaguirre
- Eduardo Rodríguez - León Valverde
- Adolfo Cubas - Natalio Gil
- Patty Alvarez - Leona Valverde
- Ana Karina Casanova - Verónica Zaldivar
- Víctor Cámara - Sergio Montalbán
- Ana Patricia Rojo - Niurka Linares
- Susana Dosamantes - Matilde Linares
- Jorge Luis Pila - Nicolás Izaguirre
- Leonardo Daniel - Adalberto Santander
- Adrian Delgado - Liborio Gil
- Anna Silvetti - Dionisia Pérez
- Maite Embil - Carolina Montalbán
- Elaiza Gil - Arcoiris Ponce/Sirena Ponce
- Griselda Noguera - Petra Gil
- Jacqueline García - Violeta Pérez
- Yina Vélez - Estefanía Dóriga
- Mariam Valero - Zaida Díaz
- Cherrilyn Silva - Zafiro
- Zhandra de Abreu - Patty Linares
- Arianna Coltellaci - Alicia Tejera
- Marjorie de Sousa - Gisela Gidalva
- Tatiana Capote - Amanda Gidalva/Marcela Montalbán
- Riczabeth Sovalbarro - Elena 'Elenita' Zaldivar
- César Román - Beto García
- Julio Capote - Padre Alfredo
- Roberto Avellanet - Arturo
- Dayana Garroz - Marlene